# Gran Premio di superbike di Mandalika 2023
Il Gran Premio di superbike di Mandalika 2023 è stato la seconda prova del mondiale superbike del 2023. Nello stesso fine settimana si è corso anche la seconda prova del campionato mondiale Supersport.
I risultati delle gare hanno visto vincere, per quel che concerne il mondiale Superbike: Álvaro Bautista in gara 1 e in gara 2, e Toprak Razgatlıoğlu in gara Superpole, mentre le gare del mondiale Supersport sono state vinte da Can Öncü in gara 1 e da Federico Caricasulo in gara 2.
Per il pilota turco Öncü si tratta della prima vittoria nel campionato mondiale Supersport, in passato aveva vinto nel 2018 una gara nel motomondiale - classe Moto3.

## Superbike gara 1

### Arrivati al traguardo
| Pos. | Nº | Pilota               | Squadra                   | Motocicletta        | Giri | Tempo     | Griglia | Punti |
| ---- | -- | -------------------- | ------------------------- | ------------------- | ---- | --------- | ------- | ----- |
| 1º   | 1  | Álvaro Bautista      | Aruba.it Racing - Ducati  | Ducati Panigale V4R | 21   | 32'44.093 | 3º      | 25    |
| 2º   | 54 | Toprak Razgatlıoğlu  | Pata Yamaha Prometeon     | Yamaha YZF R1       | 21   | +4.809    | 1º      | 20    |
| 3º   | 55 | Andrea Locatelli     | Pata Yamaha Prometeon     | Yamaha YZF R1       | 21   | +6.586    | 2º      | 16    |
| 4º   | 47 | Axel Bassani         | Motocorsa Racing          | Ducati Panigale V4R | 21   | +8.871    | 6º      | 13    |
| 5º   | 9  | Danilo Petrucci      | Barni Spark Racing        | Ducati Panigale V4R | 21   | +11.667   | 7º      | 11    |
| 6º   | 60 | Michael van der Mark | Rokit BMW Motorrad        | BMW M1000 RR        | 21   | +12.685   | 10º     | 10    |
| 7º   | 97 | Xavi Vierge          | Team HRC                  | Honda CBR1000 RR-R  | 21   | +13.610   | 13º     | 9     |
| 8º   | 77 | Dominique Aegerter   | GYTR GRT Yamaha           | Yamaha YZF R1       | 21   | +13.961   | 12º     | 8     |
| 9º   | 65 | Jonathan Rea         | Kawasaki Racing           | Kawasaki ZX-10RR    | 21   | +14.454   | 8º      | 7     |
| 10º  | 22 | Alex Lowes           | Kawasaki Racing           | Kawasaki ZX-10RR    | 21   | +14.590   | 9º      | 6     |
| 11º  | 76 | Loris Baz            | Bonovo Action BMW         | BMW M1000 RR        | 21   | +16.431   | 5º      | 5     |
| 12º  | 7  | Iker Lecuona         | Team HRC                  | Honda CBR1000 RR-R  | 21   | +16.793   | 16º     | 4     |
| 13º  | 5  | Philipp Öttl         | Team GoEleven             | Ducati Panigale V4R | 21   | +26.167   | 15º     | 3     |
| 14º  | 31 | Garrett Gerloff      | Bonovo Action BMW         | BMW M1000 RR        | 21   | +30.580   | 14º     | 2     |
| 15º  | 34 | Lorenzo Baldassarri  | GMT94 Yamaha              | Yamaha YZF R1       | 21   | +35.520   | 18º     | 1     |
| 16º  | 35 | Hafizh Syahrin       | Petronas MIE Racing Honda | Honda CBR1000 RR-R  | 21   | +1'02.195 | 19º     |       |
| 17º  | 52 | Oliver König         | Orelac Racing Movisio     | Kawasaki ZX-10RR    | 21   | +1'09.875 | 20º     |       |
| 18º  | 66 | Tom Sykes            | Kawasaki Puccetti Racing  | Kawasaki ZX-10RR    | 17   | +4 giri   | 17º     |       |

### Ritirati
| Nº | Pilota                | Squadra                  | Motocicletta        | Giri | Griglia |
| -- | --------------------- | ------------------------ | ------------------- | ---- | ------- |
| 45 | Scott Redding         | Rokit BMW Motorrad       | BMW M1000 RR        | 12   | 11º     |
| 21 | Michael Ruben Rinaldi | Aruba.it Racing - Ducati | Ducati Panigale V4R | 0    | 4º      |

## Superbike gara Superpole

### Arrivati al traguardo
| Pos. | Nº | Pilota                | Squadra                   | Motocicletta        | Giri | Tempo     | Griglia | Punti |
| ---- | -- | --------------------- | ------------------------- | ------------------- | ---- | --------- | ------- | ----- |
| 1º   | 54 | Toprak Razgatlıoğlu   | Pata Yamaha Prometeon     | Yamaha YZF R1       | 8    | 12'26.052 | 1º      | 12    |
| 2º   | 55 | Andrea Locatelli      | Pata Yamaha Prometeon     | Yamaha YZF R1       | 8    | +1.110    | 2º      | 9     |
| 3º   | 22 | Alex Lowes            | Kawasaki Racing           | Kawasaki ZX-10RR    | 8    | +1.372    | 9º      | 7     |
| 4º   | 65 | Jonathan Rea          | Kawasaki Racing           | Kawasaki ZX-10RR    | 8    | +3.073    | 5º      | 6     |
| 5º   | 47 | Axel Bassani          | Motocorsa Racing          | Ducati Panigale V4R | 8    | +3.234    | 7º      | 5     |
| 6º   | 97 | Xavi Vierge           | Team HRC                  | Honda CBR1000 RR-R  | 8    | +4.251    | 13º     | 4     |
| 7º   | 21 | Michael Ruben Rinaldi | Aruba.it Racing - Ducati  | Ducati Panigale V4R | 8    | +4.617    | 4º      | 3     |
| 8º   | 60 | Michael van der Mark  | Rokit BMW Motorrad        | BMW M1000 RR        | 8    | +4.792    | 10º     | 2     |
| 9º   | 45 | Scott Redding         | Rokit BMW Motorrad        | BMW M1000 RR        | 8    | +5.797    | 11º     | 1     |
| 10º  | 9  | Danilo Petrucci       | Barni Spark Racing        | Ducati Panigale V4R | 8    | +8.347    | 8º      |       |
| 11º  | 77 | Dominique Aegerter    | GYTR GRT Yamaha           | Yamaha YZF R1       | 8    | +8.400    | 12º     |       |
| 12º  | 31 | Garrett Gerloff       | Bonovo Action BMW         | BMW M1000 RR        | 8    | +8.442    | 14º     |       |
| 13º  | 5  | Philipp Öttl          | Team GoEleven             | Ducati Panigale V4R | 8    | +10.592   | 15º     |       |
| 14º  | 87 | Remy Gardner          | GYTR GRT Yamaha           | Yamaha YZF R1       | 8    | +13.534   | 22º     |       |
| 15º  | 34 | Lorenzo Baldassarri   | GMT94 Yamaha              | Yamaha YZF R1       | 8    | +16.839   | 18º     |       |
| 16º  | 7  | Iker Lecuona          | Team HRC                  | Honda CBR1000 RR-R  | 8    | +17.365   | 16º     |       |
| 17º  | 35 | Hafizh Syahrin        | Petronas MIE Racing Honda | Honda CBR1000 RR-R  | 8    | +18.881   | 19º     |       |
| 18º  | 52 | Oliver König          | Orelac Racing Movisio     | Kawasaki ZX-10RR    | 8    | +33.614   | 21º     |       |
| 19º  | 51 | Eric Granado          | Petronas MIE Racing Honda | Honda CBR1000 RR-R  | 8    | +42.022   | 20º     |       |

### Ritirati
| Nº | Pilota          | Squadra                  | Motocicletta        | Giri | Griglia |
| -- | --------------- | ------------------------ | ------------------- | ---- | ------- |
| 66 | Tom Sykes       | Kawasaki Puccetti Racing | Kawasaki ZX-10RR    | 5    | 17º     |
| 1  | Álvaro Bautista | Aruba.it Racing - Ducati | Ducati Panigale V4R | 3    | 3º      |
| 76 | Loris Baz       | Bonovo Action BMW        | BMW M1000 RR        | 2    | 6º      |

## Superbike gara 2

### Arrivati al traguardo
| Pos. | Nº | Pilota                | Squadra                   | Motocicletta        | Giri | Tempo     | Griglia | Punti |
| ---- | -- | --------------------- | ------------------------- | ------------------- | ---- | --------- | ------- | ----- |
| 1º   | 1  | Álvaro Bautista       | Aruba.it Racing - Ducati  | Ducati Panigale V4R | 14   | 21'43.781 | 4º      | 25    |
| 2º   | 54 | Toprak Razgatlıoğlu   | Pata Yamaha Prometeon     | Yamaha YZF R1       | 14   | +1.218    | 2º      | 20    |
| 3º   | 97 | Xavi Vierge           | Team HRC                  | Honda CBR1000 RR-R  | 14   | +3.050    | 3º      | 16    |
| 4º   | 21 | Michael Ruben Rinaldi | Aruba.it Racing - Ducati  | Ducati Panigale V4R | 14   | +4.068    | 1º      | 13    |
| 5º   | 55 | Andrea Locatelli      | Pata Yamaha Prometeon     | Yamaha YZF R1       | 14   | +4.848    | 7º      | 11    |
| 6º   | 9  | Danilo Petrucci       | Barni Spark Racing        | Ducati Panigale V4R | 14   | +5.838    | 8º      | 10    |
| 7º   | 87 | Remy Gardner          | GYTR GRT Yamaha           | Yamaha YZF R1       | 14   | +6.339    | 11º     | 9     |
| 8º   | 47 | Axel Bassani          | Motocorsa Racing          | Ducati Panigale V4R | 14   | +6.796    | 6º      | 8     |
| 9º   | 7  | Iker Lecuona          | Team HRC                  | Honda CBR1000 RR-R  | 14   | +9.095    | 9º      | 7     |
| 10º  | 45 | Scott Redding         | Rokit BMW Motorrad        | BMW M1000 RR        | 14   | +9.659    | 14º     | 6     |
| 11º  | 31 | Garrett Gerloff       | Bonovo Action BMW         | BMW M1000 RR        | 14   | +9.832    | 13º     | 5     |
| 12º  | 77 | Dominique Aegerter    | GYTR GRT Yamaha           | Yamaha YZF R1       | 14   | +11.264   | 10º     | 4     |
| 13º  | 22 | Alex Lowes            | Kawasaki Racing           | Kawasaki ZX-10RR    | 14   | +15.167   | 12º     | 3     |
| 14º  | 34 | Lorenzo Baldassarri   | GMT94 Yamaha              | Yamaha YZF R1       | 14   | +15.663   | 15º     | 2     |
| 15º  | 35 | Hafizh Syahrin        | Petronas MIE Racing Honda | Honda CBR1000 RR-R  | 14   | +37.461   | 16º     | 1     |

### Non classificato
| Nº | Pilota    | Squadra                  | Motocicletta     | Giri |
| -- | --------- | ------------------------ | ---------------- | ---- |
| 66 | Tom Sykes | Kawasaki Puccetti Racing | Kawasaki ZX-10RR | 4    |

### Ritirati
| Nº | Pilota               | Squadra               | Motocicletta        | Giri | Griglia |
| -- | -------------------- | --------------------- | ------------------- | ---- | ------- |
| 65 | Jonathan Rea         | Kawasaki Racing       | Kawasaki ZX-10RR    | 8    | 5º      |
| 60 | Michael van der Mark | Rokit BMW Motorrad    | BMW M1000 RR        | 6    |         |
| 5  | Philipp Öttl         | Team GoEleven         | Ducati Panigale V4R | 6    |         |
| 52 | Oliver König         | Orelac Racing Movisio | Kawasaki ZX-10RR    | 0    |         |

## Supersport gara 1

### Arrivati al traguardo
| Pos. | Nº | Pilota                     | Squadra                      | Motocicletta                 | Giri | Tempo     | Griglia | Punti |
| ---- | -- | -------------------------- | ---------------------------- | ---------------------------- | ---- | --------- | ------- | ----- |
| 1º   | 61 | Can Öncü                   | Kawasaki Puccetti Racing     | Kawasaki ZX-6R               | 18   | 28'56.637 | 3º      | 25    |
| 2º   | 64 | Federico Caricasulo        | Althea Racing                | Ducati Panigale V2           | 18   | +3.305    | 2º      | 20    |
| 3º   | 66 | Niki Tuuli                 | Dynavolt Triumph             | Triumph Street Triple RS 765 | 18   | +4.172    | 4º      | 16    |
| 4º   | 23 | Marcel Schrötter           | MV Agusta Reparto Corse      | MV Agusta F3 800 RR          | 18   | +7.813    | 5º      | 13    |
| 5º   | 11 | Nicolò Bulega              | Aruba Racing                 | Ducati Panigale V2           | 18   | +11.558   | 1º      | 11    |
| 6º   | 94 | Valentin Debise            | GMT94 Yamaha                 | Yamaha YZF R6                | 18   | +20.218   | 12º     | 10    |
| 7º   | 62 | Stefano Manzi              | Ten Kate Racing Yamaha       | Yamaha YZF R6                | 18   | +35.418   | 10º     | 9     |
| 8º   | 32 | Oliver Bayliss             | D34G Racing                  | Ducati Panigale V2           | 18   | +39.987   | 15º     | 8     |
| 9º   | 54 | Bahattin Sofuoğlu          | MV Agusta Reparto Corse      | MV Agusta F3 800 RR          | 18   | +41.431   | 13º     | 7     |
| 10º  | 17 | John McPhee                | Vince64 by Puccetti Racing   | Kawasaki ZX-6R               | 18   | +42.621   | 11º     | 6     |
| 11º  | 28 | Glenn van Straalen         | EAB Racing                   | Yamaha YZF R6                | 18   | +46.092   | 7º      | 5     |
| 12º  | 9  | Jorge Navarro              | Ten Kate Racing Yamaha       | Yamaha YZF R6                | 18   | +46.595   | 9º      | 4     |
| 13º  | 51 | Anupab Sarmoon             | Yamaha Thailand Racing       | Yamaha YZF R6                | 18   | +54.197   | 18º     | 3     |
| 14º  | 95 | Tarran Mackenzie           | Petronas MIE MS Racing Honda | Honda CBR600RR               | 18   | +56.861   | 16º     | 2     |
| 15º  | 7  | Adam Norrodin              | Petronas MIE MS Racing Honda | Honda CBR600RR               | 18   | +1'16.156 | 20º     | 1     |
| 16º  | 77 | Timothy Joseph Cua Alberto | MTM Kawasaki                 | Kawasaki ZX-6R               | 18   | +1'27.344 | 21º     |       |
| 17º  | 4  | Harry Truelove             | Dynavolt Triumph             | Triumph Street Triple RS 765 | 18   | +1'27.819 | 19º     |       |

### Ritirati
| Nº | Pilota            | Squadra                  | Motocicletta       | Giri | Griglia |
| -- | ----------------- | ------------------------ | ------------------ | ---- | ------- |
| 3  | Raffaele De Rosa  | Orelac Racing Verdnatura | Ducati Panigale V2 | 17   | 6º      |
| 29 | Nicholas Spinelli | VFT Racing Yamaha        | Yamaha YZF R6      | 8    | 8º      |

### Non partito
| Nº | Pilota               | Squadra                | Motocicletta  | Griglia |
| -- | -------------------- | ---------------------- | ------------- | ------- |
| 24 | Apiwath Wongthananon | Yamaha Thailand Racing | Yamaha YZF R6 | 17º     |

### Squalificato
| Nº | Pilota           | Squadra           | Motocicletta  | Giri | Griglia |
| -- | ---------------- | ----------------- | ------------- | ---- | ------- |
| 19 | Andrea Mantovani | Evan Bros. Yamaha | Yamaha YZF R6 | 8    | 14º     |

## Supersport gara 2

### Arrivati al traguardo
| Pos. | Nº | Pilota                     | Squadra                      | Motocicletta                 | Giri | Tempo     | Griglia | Punti |
| ---- | -- | -------------------------- | ---------------------------- | ---------------------------- | ---- | --------- | ------- | ----- |
| 1º   | 64 | Federico Caricasulo        | Althea Racing                | Ducati Panigale V2           | 18   | 28'51.984 | 2º      | 25    |
| 2º   | 62 | Stefano Manzi              | Ten Kate Racing Yamaha       | Yamaha YZF R6                | 18   | +0.325    | 10º     | 20    |
| 3º   | 11 | Nicolò Bulega              | Aruba Racing                 | Ducati Panigale V2           | 18   | +1.546    | 1º      | 16    |
| 4º   | 61 | Can Öncü                   | Kawasaki Puccetti Racing     | Kawasaki ZX-6R               | 18   | +3.148    | 3º      | 13    |
| 5º   | 23 | Marcel Schrötter           | MV Agusta Reparto Corse      | MV Agusta F3 800 RR          | 18   | +6.199    | 5º      | 11    |
| 6º   | 66 | Niki Tuuli                 | Dynavolt Triumph             | Triumph Street Triple RS 765 | 18   | +8.453    | 4º      | 10    |
| 7º   | 3  | Raffaele De Rosa           | Orelac Racing Verdnatura     | Ducati Panigale V2           | 18   | +10.365   | 6º      | 9     |
| 8º   | 9  | Jorge Navarro              | Ten Kate Racing Yamaha       | Yamaha YZF R6                | 18   | +18.320   | 9º      | 8     |
| 9º   | 29 | Nicholas Spinelli          | VFT Racing Yamaha            | Yamaha YZF R6                | 18   | +22.487   | 8º      | 7     |
| 10º  | 54 | Bahattin Sofuoğlu          | MV Agusta Reparto Corse      | MV Agusta F3 800 RR          | 18   | +28.997   | 13º     | 6     |
| 11º  | 17 | John McPhee                | Vince64 by Puccetti Racing   | Kawasaki ZX-6R               | 18   | +29.469   | 11º     | 5     |
| 12º  | 32 | Oliver Bayliss             | D34G Racing                  | Ducati Panigale V2           | 18   | +37.142   | 15º     | 4     |
| 13º  | 7  | Adam Norrodin              | Petronas MIE MS Racing Honda | Honda CBR600RR               | 18   | +53.175   | 20º     | 3     |
| 14º  | 95 | Tarran Mackenzie           | Petronas MIE MS Racing Honda | Honda CBR600RR               | 18   | +53.377   | 16º     | 2     |
| 15º  | 51 | Anupab Sarmoon             | Yamaha Thailand Racing       | Yamaha YZF R6                | 18   | +53.663   | 18º     | 1     |
| 16º  | 4  | Harry Truelove             | Dynavolt Triumph             | Triumph Street Triple RS 765 | 18   | +55.175   | 19º     |       |
| 17º  | 19 | Andrea Mantovani           | Evan Bros. Yamaha            | Yamaha YZF R6                | 18   | +1'04.761 | 14º     |       |
| 18º  | 77 | Timothy Joseph Cua Alberto | MTM Kawasaki                 | Kawasaki ZX-6R               | 18   | +1'27.057 | 21º     |       |

### Ritirati
| Nº | Pilota               | Squadra                | Motocicletta  | Giri | Griglia |
| -- | -------------------- | ---------------------- | ------------- | ---- | ------- |
| 24 | Apiwath Wongthananon | Yamaha Thailand Racing | Yamaha YZF R6 | 17   | 17º     |
| 28 | Glenn van Straalen   | EAB Racing             | Yamaha YZF R6 | 1    | 7º      |
| 94 | Valentin Debise      | GMT94 Yamaha           | Yamaha YZF R6 | 0    | 12º     |